# Malin Ewerlöf
Malin Ewerlöf (Suecia, 2 de junio de 1972) es una atleta sueca retirada especializada en la prueba de 800 m, en la que ha conseguido ser subcampeona europea en 1998.

## Carrera deportiva
En el Campeonato Europeo de Atletismo de 1998 ganó la medalla de plata en los 800 metros, con un tiempo de 1:59.61 segundos, llegando a meta tras la rusa Elena Afanasieva (oro con 1:58.50 segundos) y por delante de la austriaca Stephanie Graf (bronce).